# Слідством встановлено
«Слідством встановлено» — радянський художній фільм режисера Ади Неретнієце, знятий на Ризькій кіностудії у 1981 році.

## Сюжет
В результаті невдалої погоні патрульна міліцейська група упустила підозрілого суб'єкта, який, втікаючи від переслідування, кинув у воду важку сумку. Тієї ж ночі в міському парку було знайдено труп невідомої жінки. Наступного дня стало зрозуміло, що це справа рук одного злочинця. У пакеті, який з дна річки дістали водолази, виявилася велика сума готівки, а сумка, як з'ясувалося, належала вбитій, впізнаної після показу фото в телеефірі. Підозра лягла на знайомого Лідії Найдьонової — Олександра Зотова. На допиті в прокуратурі він зізнався, що міцно посварився напередодні вбивства зі своєю колишньою квартирною господинею. Слідчий Граудиня з'ясувала, що у Зотова є алібі і треба шукати нову версію.

## У ролях
- Вія Артмане —  Рута Янівна Граудиня, старший слідчий прокуратури (озвучувала  Антоніна Кончакова)
- Гунарс Цилінскіс —  майор міліції Артур Карлович Крамс (озвучував  Сергій Малишевський)
- Дмитро Палеєс —  курсант міліції Дмитро Агєєв
- Євген Іваничев —  капітан міліції Усачов
- Валентина Тализіна —  Лідія Іванівна Найдьонова, кухар на судні
- Галина Заборська —  Ольга Іванівна Найдьонова, її дочка
- Світлана Брагарнік —  Олена Володимирівна Вершиніна, співачка кабаре, подруга Найдьонової
- Леонід Кулагін —  Іван Степанович Шостак, «Фомін-Залевський», мийник в таксопарку
- Яніс Сканіс —  Алік (Александр Петрович) Зотов, музикант
- Євген Вевер —  молодший сержант міліції, наставник курсанта Агеєва
- Андрій Ільїн —  молодий таксист Валера
- Мартиньш Вердиньш —  Ошіс, капітан судна
- Сергій Добротворський —  чоловік Маші
- Георгій Тимофєєв —  Олександр Терентійович Смолін, директор універсаму
- Олександр Майзукс —  докер
- Тетяна Мальченко —  Мілда, експерт-криміналіст
- Валентина Павлова —  Ельза Янівна, судмедексперт
- Лідія Пупуре —  сусідка Найдьонової

## Знімальна група
- Автори сценарію: Леонід Медведовський,  Кирило Рапопорт
- Режисер-постановник: Ада Неретнієце
- Оператор-постановник: Мартиньш Клейнс
- Композитор: Іварс Вігнерс
- Художник-постановник: Дайліс Рожлапа
- Виконавець пісні:  Ольга Пірагс
- Звукооператор: Віктор Мильніков